# 九州親和ホールディングス
株式会社 九州親和ホールディングス（きゅうしゅうしんわほーるでぃんぐす、Kyushu-Shinwa Holdings, Inc.
）は、かつて長崎県佐世保市に本社を置き、親和銀行と旧九州銀行が株式移転の形で設立した金融持株会社であった。グループ名は九州親和フィナンシャルグループ（Kyushu-Shinwa Financial Group、略称KSFG）。ふくおかフィナンシャルグループへ子会社を売却し、現在は清算済みである。

## 概要
2002年4月1日、佐世保市に本店を置く地方銀行の親和銀行と第二地方銀行の九州銀行を経営統合するため、株式移転により発足した。2003年4月1日に九州銀行は親和銀行に吸収合併された。
2004年7月1日には親和銀行の子会社だったしんわディーシーカードを直接の子会社とした。
親和銀行は元総理大臣、海軍大臣を歴任した米内光政海軍大将が名付け親でもある。
2006年10月13日の記者会見にて福岡銀行との資本提携が発表された。その段階では資本提携だが、不良債権にめどがたつ2～3年後には合併するのではないかという見方もあった。
2007年5月2日、ふくおかフィナンシャルグループへ経営統合をする方針を発表した。さらに、その手法について、同年5月24日に、傘下の親和銀行・しんわディーシーカードを同年10月1日に約760億円でふくおかフィナンシャルグループへ売却し、当社を清算する方針が発表された。これにより同年8月29日の臨時株主総会で同日付での解散を決議、以後は清算会社となった。これにより当社株式は整理ポストに移行し、同年9月13日に上場廃止された。九州親和ホールディングスの一般株主は公的資金として投入された優先株の後に、残余資産の分配（分配金は1株あたり55.94円。なお上場廃止時の最終株価は48円）を受け、引き替えに株主としての権利を失うことになった。10月1日の株式譲渡により金融持株会社としての役目を終え、そして2008年6月20日に最後の株主総会が行われ、これをもって清算手続が完了し、名実共に6年の短い歴史に幕を降ろした。　